# Åkerbergen
Åkerbergen är kullar i Finland.   De ligger i landskapet Nyland, i den södra delen av landet, 40 km väster om huvudstaden Helsingfors.